# Crutch Peaks
Crutch Peaks är en bergstopp i Antarktis. Den ligger i Sydshetlandsöarna. Argentina, Chile och Storbritannien gör anspråk på området. Toppen på Crutch Peaks är 275 meter över havet.
Terrängen runt Crutch Peaks är kuperad åt sydost, men norrut är den platt. Havet är nära Crutch Peaks åt nordväst. Trakten är glest befolkad. Närmaste befolkade plats är Maldonado Station, 10,0 kilometer öster om Crutch Peaks. 